# Hush Little Baby
"Hush Little Baby" é uma canção gravada pelo rapper britânico Wretch 32 com participação do músico inglês Ed Sheeran para o álbum de estúdio de estreia do primeiro, intitulado Black and White (2012), do qual a canção foi lançada como o quinto e último single nos finais de Maio de 2012 pela distribuidora fonográfica Ministry of Sound. A obra foi co-composta pelos dois vocalistas em colaboração com o trio TMS, que ficou encarregue da produção e arranjos. O tema estreou no número 87 da tabela de singles do Reino Unido e número doze na tabela de singles independentes na semana de 3 de Setembro de 2011 após registar um alto índice de downloads em plataformas digitais aquando do lançamento de Black and White. Musicalmente, é uma adaptação da canção de embalar norte-americana "Hush, Little Baby".

## Alinhamento de faixas
- CD single e download digital[2]

1. "Hush Little Baby" (radio edit) — 3:56
2. "Hush Little Baby" (Fred V & Grafix remix) — 5:52
3. "Hush Little Baby" (Rudimental remix) — 5:10
4. "Hush Little Baby" (Knox Brown remix) — 3:54
5. "Hush Little Baby" (Wideboys remix) — 6:49
6. "Hush Little Baby" (Simon Hunt remix) — 4:52
7. "Hush Little Baby" (instrumental edit) — 3:56

## Créditos e pessoal
Os créditos seguintes foram adaptados do encarte do álbum Black and White:
- Jermaine Scott — vocais, composição
- Edward Sheeran — vocais, composição
- Iain James — composição
- Tom Barnes — composição, produção e arranjos, bateria, programação
- Pete Kelleher — composição, produção e arranjos, teclado, baixo
- Ben Kohn — composição, produção e arranjos, guitarra
- James F. Reynolds — mistura
  - Joachim Walker — assistência

## Desempenho nas tabelas musicais
| País — Tabela musical (2011/12)                      | Posição de pico |
| ---------------------------------------------------- | --------------- |
| Irlanda — Singles Chart (IRMA)                       |                 |
| Reino Unido — Singles Chart Top 100 (OCC)            | 105             |
| Reino Unido — Independent Singles Chart Top 40 (OCC) |                 |
| Reino Unido — R&B Singles Chart Top 40 (OCC)         | 18              |